# Dévérkeszeg
A dévérkeszeg (Abramis brama) a csontos halak (Osteichthyes) főosztályába a sugarasúszójú halak (Actinopterygii) osztályába a pontyalakúak (Cypriniformes) rendjébe és a pontyfélék (Cyprinidae) családjába tartozó faj.

## Előfordulása

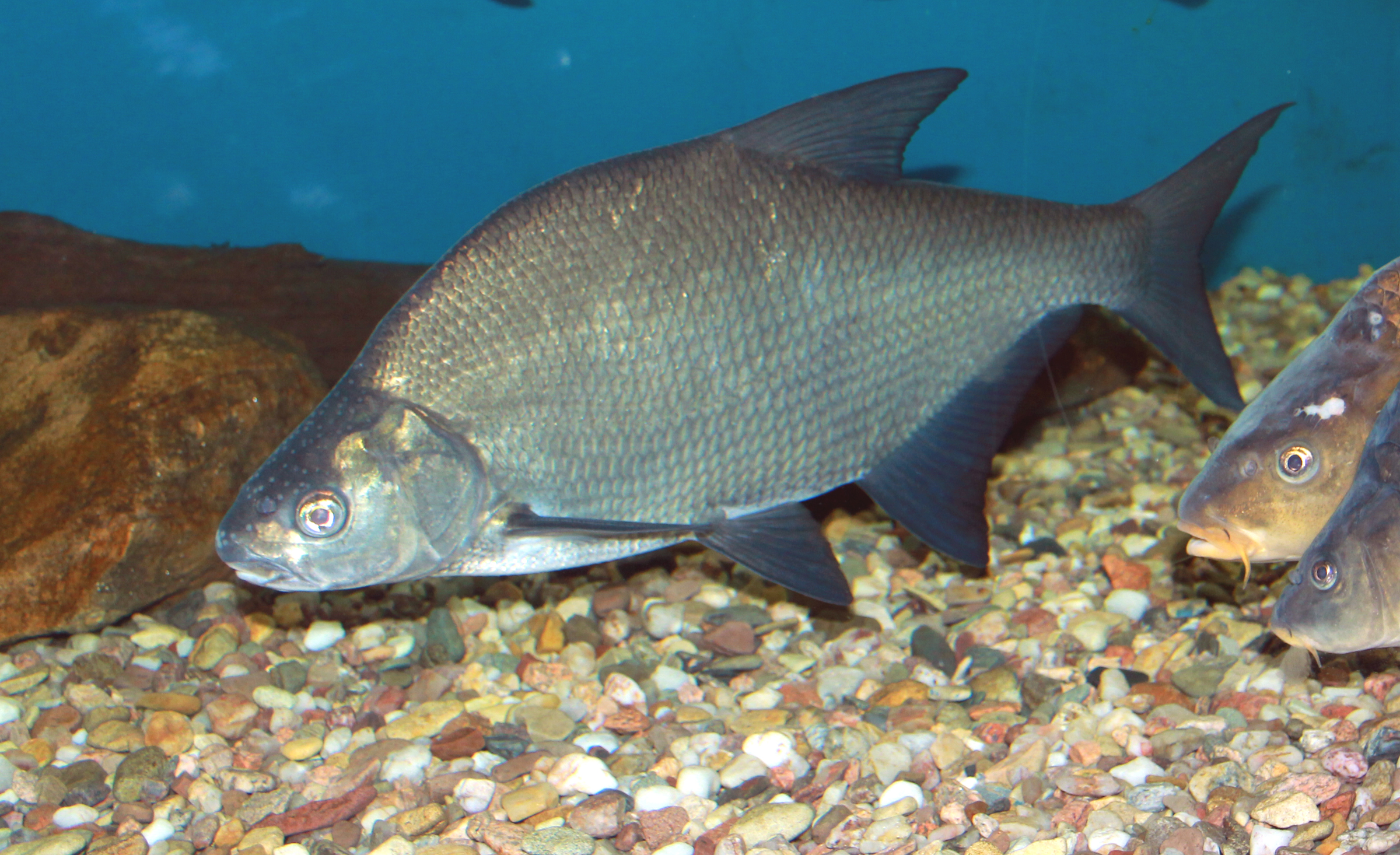
Dévérkeszeg a Subaqueous Vltava kiállításon Prágában

Európában a  gyorsabb folyású patakok és hegyi folyók kivételével szinte minden álló- és folyóvízben megtalálható, valamint Ázsiában, a Fekete-tengerben, a Kaszpi-tengerben és az Aral-tóban is előfordul.
Magyarországon a Balatonban tömegesen előfordul.

## Megjelenése
Testhossza 40-50 centiméter, de a 75 centimétert is elérheti. Átlagos testsúlya 1 kilogramm. Teste lapos és igen magas. Színe a hátán zöldesszürke, oldala csillogóan ezüstös, hasa fehér.
A magyarországi horgászrekordot egy 6,02 kilogrammos példány tartja, melyet a Rábából fogott ki egy horgász 2014-ben.

## Életmódja
A meder mélyebb részein keresgéli szúnyoglárvákból, kagylókból, csigákból és csővájóférgekből álló táplálékát.

## Szaporodása
3-4 éves korában válik ivaréretté. Április végétől június végéig a csendesebb vizű, sekélyebb öblökben vagy elárasztott réteken ívik. 100-300 000 ikrát rak le. Az ikrák áttetszőek, enyhén sárgás árnyalatúak. 1,2-1,6 mm átmérőjűek. A környezeti viszonyoktól függően 3-6 nap alatt fejlődnek ki. A kikelő lárvák 4,2-5,3 mm nagyságúak, 3-4 nap múlva, még a szikzacskó teljes felszívódása előtt megkezdik önálló táplálkozásukat is. 

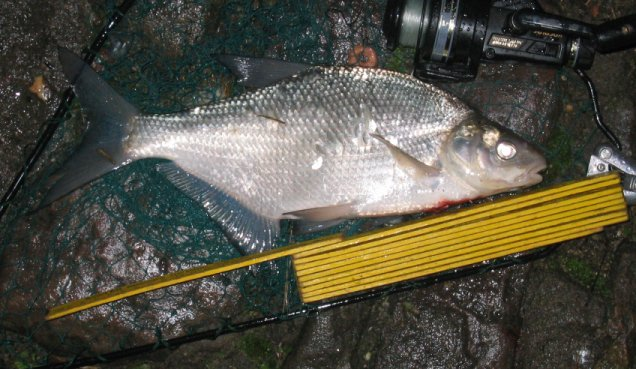

A már szabadon úszó ivadékok a növényzettől mentes szakaszokon a fenék közelében tartózkodnak. Táplálékuk zooplanktonból áll.